# Wallace Clement Sabine
Wallace Clement Sabine (13 de juny de 1868 - 10 de gener de 1919) fou un físic nord-americà que va posar els fonaments de l'acústica arquitectònica.
Les seves investigacions sobre acústica va començar el 1895 amb l'estudi i la millora de l'aleshores nova sala de conferències del Fogg Art Museum, a la Universitat Harvard, de la qual era professor. La sala de conferències tenia una acústica desastrosa que feien molt difícil entendre l'orador. Sabine va identificar correctament que el principal problema era l'excessiu temps de reverberació, que va reduir després de dur a terme experiments i mesures a la sala i comparant-la amb sales amb millor acústica. Al mateix temps que va reduir el temps de reverberació, va aconseguir dirigir el so de l'orador de manera efectiva cap a l'audiència.
El 1898 va participar com a consultor acústic en el projecte i construcció de la Boston Symphony Hall, que es va convertir així en la primera sala de concerts dissenyada seguint principis científics d'acústica, i que és encara considerada una de les sales de concerts amb millor acústica del món.
La unitat d'absorció, el sabin, fou anomenada en honor seu.